# Цвинтар Маунт Олівет (Детройт)
Цвинтар Маунт Олівет (англ. Mount Olivet Cemetery) — міський некрополь Детройта, найбільший цвинтар міста.

## Історія
Цвинтар заснований у 1888 році як римо-католицький. Нині цвинтарем опікується Асоціація цвинтаря Маунт Олівет (англ. Mount Elliott Cemetery Association). 
На цвинтарі розташовані поховання часів Першої світової війни, де поховані вояки армії Британської співдружності, Повітряних сил Великої Британії та Канадської армії.

## Відомі особи, поховані на цвинтарі
- Софія Парфанович — українська письменниця та громадська діячка.
- Наталія Костів-Сарамага — українська акторка та співачка (сопрано)[3].
- Патрік В. Макнамара — американський політик-демократ, сенатор США від штату Мічиган (1955—1966).
- Джозеф Зеріллі — американський ґанґстер, бос італійської мафії Детройта.
- Сальваторе Каталаноте — американський ґанґстер, бос італійської мафії Детройта.